# Panula difficilis
Panula difficilis là một loài bướm đêm trong họ Erebidae.